# Danger, planète inconnue
Pour plus de détails, voir Fiche technique et Distribution.
Danger, planète inconnue (Doppelgänger au Royaume-Uni, Journey to the Far Side of the Sun aux États-Unis) est un film britannique de science-fiction réalisé par Robert Parrish, sorti en 1969. Certaines éditions DVD donnent le titre Danger : Planète inconnue.

## Synopsis
Une sonde inhabitée du centre spatial européen Eurosec découvre une planète inconnue située de l'autre côté du Soleil, sur la même orbite que la Terre. Une mission habitée d'exploration est envoyée sur cette planète. La mission embarque deux astronautes, l'Américain Glenn Ross et le scientifique anglais John Kane, placés en hibernation sous le contrôle de machines de circulation extra-corporelle durant les trois semaines du voyage. Mais la mission ne se déroule pas comme prévu et lorsqu'ils se réveillent à destination, une violente tempête projette la navette contre les montagnes, provoquant la destruction totale du vaisseau.  
Ayant été éjectés, Ross et Kane survivent et, blessés, sont secourus et découvrent qu'ils sont revenus sur Terre où ils subissent les critiques de leur hiérarchie. Après que Kane succombe à ses blessures, Ross découvre qu'ils ne sont pas sur Terre mais sur une planète qui en est l'image miroir.

## Fiche technique
- Titre : Danger, planète inconnue
- Titre original : Doppelgänger
- Titre international : Journey to the Far Side of the Sun
- Réalisation : Robert Parrish
- Scénario : Gerry Anderson et Sylvia Anderson
- Photographie : John Read
- Montage : Len Walter
- Musique : Barry Gray
- Producteur : Brian Burgess
- Société de production : Century 21 Cinema
- Sociétés de distribution : The Rank Organisation et Universal Pictures
- Pays d'origine :  Royaume-Uni
- Langue : anglais
- Tournage : du 1er juillet 1968 au 16 octobre 1968, au Portugal, dans le Buckinghamshire et aux Studios d'Elstree
- Format : Couleur (Technicolor) – 35 mm – 1,85:1 – Mono
- Genre : Film dramatique, Film de science-fiction
- Durée : 101 minutes
- Dates de sortie :
  -  États-Unis : 8 octobre 1969
  -  Royaume-Uni : 27 août 1969
  -  France : 5 juillet 1972

## Distribution
- Roy Thinnes (VF : Daniel Gall) : le colonel Glenn Ross
- Ian Hendry (VF : Jacques Thébault) : John Kane
- Patrick Wymark (VF : Henri Poirier) : Jason Webb
- Lynn Loring : Sharon Ross
- Loni von Friedl (VF : Michèle André) : Lisa Hartmann
- Franco De Rosa : Paulo Landi
- George Sewell (VF : Georges Atlas) : Mark Neuman
- Ed Bishop (VF : Pierre Fromont) : David Poulson
- Philip Madoc (VF : Jacques Deschamps) : le Dr Pontini
- Vladek Sheybal (VF : Med Hondo) : le psychiatre
- Norma Ronald (VF : Jeanine Freson) : Pam Kirby
- Herbert Lom : le Dr Kurt Hassler
- George Mikell : le capitaine Ross